# گنجشک هنزلو
گنجشک هنزلو (نام علمی: Ammodramus henslowii) نام یک گونه از سرده گنجشک‌های علفزار است.